# Relalalaxa
Relalalaxa är en låt som spelades in av hiphopgruppen Just D på albumet "Svenska Ord" 1991 och kom att bli något av ett folkligt genombrott för gruppen och svensk hiphop generellt. Låten kom även att användas under lång tid som signatur för debattprogrammet Striptease.
Trumpetslingan är en sampling av Clark Terry från en inspelning med Bengt-Arne Wallin. Rättigheterna kring samplingen gjordes upp med Wallin 1993.

## Fotnoter
1. ↑  Per Lindqvist (19 april 2015). ”Samtal med Just D – den svenska hip hopens arkitekter”. Skivbacken.se. http://www.skivbacken.se/soulfunk/samtal-med-just-d-den-svenska-hip-hopens-arkitekter/. Läst 1 augusti 2020.